# Vida cotidiana de la Antigua Grecia
La vida cotidiana de la Antigua Grecia son las rutinas diarias de los habitantes, en las que pueden incluirse las actividades familiares realizadas en el interior de las casas, los oficios, el comercio, la educación, el entretenimiento y las creencias religiosas.
Estos detalles se conocen a través de diversas fuentes, como hallazgos arqueológicos de objetos de uso cotidiano, descripciones en obras literarias o representaciones de escenas cotidianas en piezas de cerámica.

## Vida familiar

### Higiene y cuidado personal
A pesar de la modestia en la que vivían muchos griegos, estos tenían un especial cuidado por su higiene personal.
Desde el periodo arcaico, desde niños aprendían a nadar y se bañaban en ríos y en el mar.
En las casas, los esclavos vertían el agua sobre sus señores, que permanecían dentro de un recipiente de cerámica o metal. Un agujero en el fondo del recipiente servía de desagüe. También surgieron los baños públicos, lugares de encuentro y discusión, solo para hombres, porque las mujeres no concurrían a ellos. Como comían con las manos, se las lavaban antes de comer y luego se las solían limpiar con migas de pan. Solían hacer sus necesidades al aire libre, aunque a veces se empleaba una especie de inodoro denominado amis y también existían orinales infantiles.
Para los hombres, la barba larga era lo habitual hasta que, en el periodo helenístico, se extendió la costumbre de afeitarse la cara. Las barberías eran comunes. Las mujeres libres llevaban largas cabelleras (a diferencia de las esclavas, las cuales llevaban el cabello corto), a las que les solían dedicar diversos cuidados. Se embellecían con cosméticos y perfumes. También estaban extendidos los tintes, los espejos y los peines.
Las mujeres libres se maquillaban para diferenciarse de las esclavas; solían prestarle especial atención a sus uñas y se rasuraban el vello corporal. 
La higiene corporal contrastaba con la suciedad y el desorden de las ciudades.

### Vestimenta

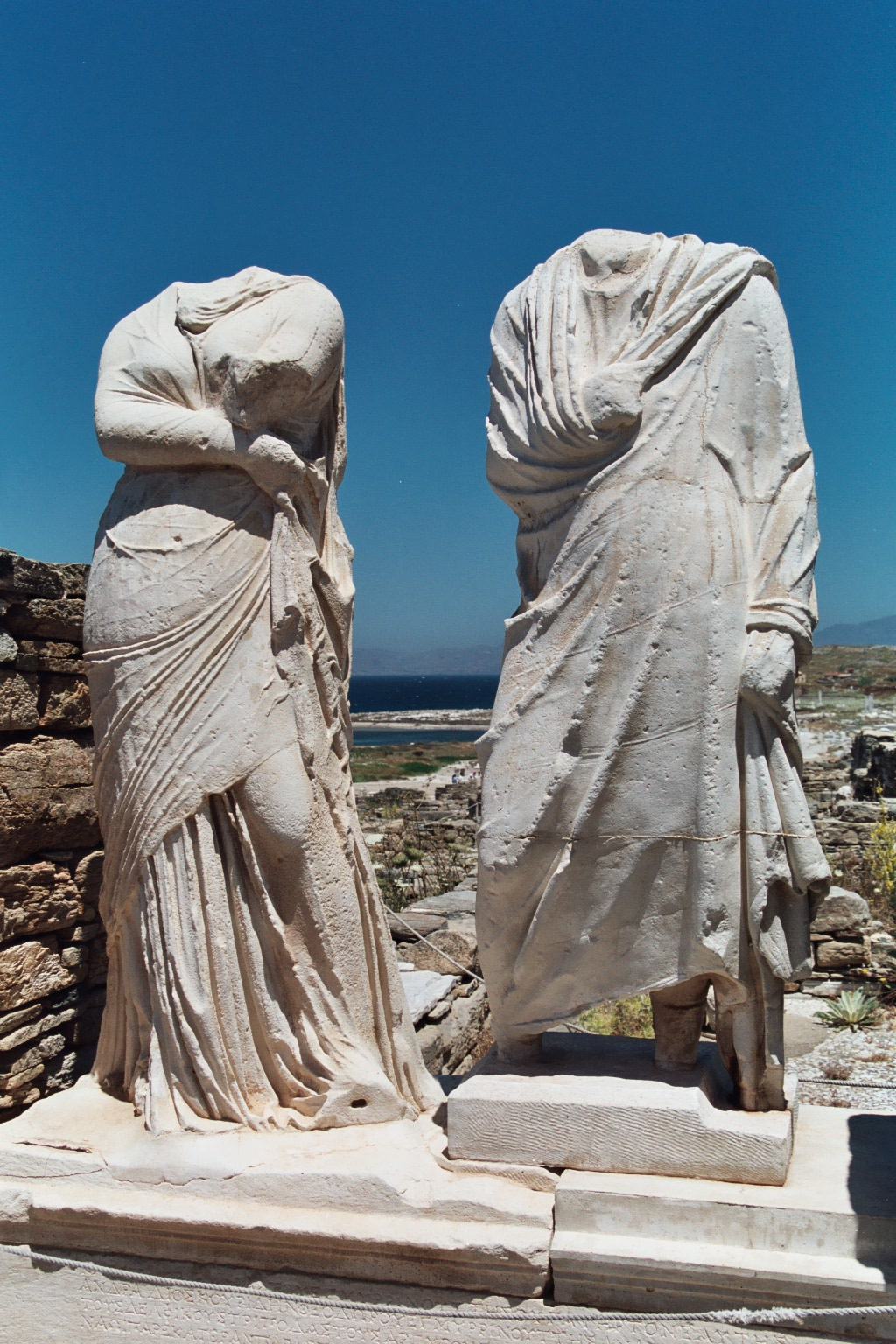
Estatuas de un hombre y una mujer en Delos vistiendo el himatión.

En la Antigua Grecia los trajes se solían confeccionar en las casas, habitualmente por las mujeres, con ayuda de herramientas como telares, husos y ruecas. Eran sencillos y había pocas diferencias entre los de los hombres y los de las mujeres. La lana, el cáñamo y el lino eran los tejidos más habituales y, a partir del periodo helenístico, también se usaron el algodón y la seda. Solían ser de color blanco para los hombres, mientras que las mujeres portaban algunos con colores como el amarillo y el rojo.
Una de las principales vestiduras en la Antigua Grecia era el quitón, que era una túnica comúnmente sin mangas que se ceñía a la cintura y llegaba hasta las rodillas en los hombres y hasta los pies en las mujeres.
Otra era el himatión, que se solía poner encima del quitón y consistía en una especie de manto rectangular que se echaba sobre el hombro izquierdo y se recogía por el lado opuesto, dejando ordinariamente libre en sus movimientos el brazo de esta parte. Lo llevaban tanto hombres como mujeres.
Una prenda exclusivamente masculina que los hombres se ponían a veces cuando iban de viaje o a la guerra era la clámide, una capa rectangular en tres de sus lados y algo circular en la parte que rodeaba el cuello, más corta que el manto y abrochada con una fíbula sobre el hombro derecho.
Con respecto al calzado, solían usar sandalias y diversos tipos de botas.
Por otra parte, el poder poseer y ostentar joyas, muchas de las cuales alcanzaron en la Antigua Grecia un grado muy elevado de calidad, suponía un elemento de diferenciación social.

### Alimentación

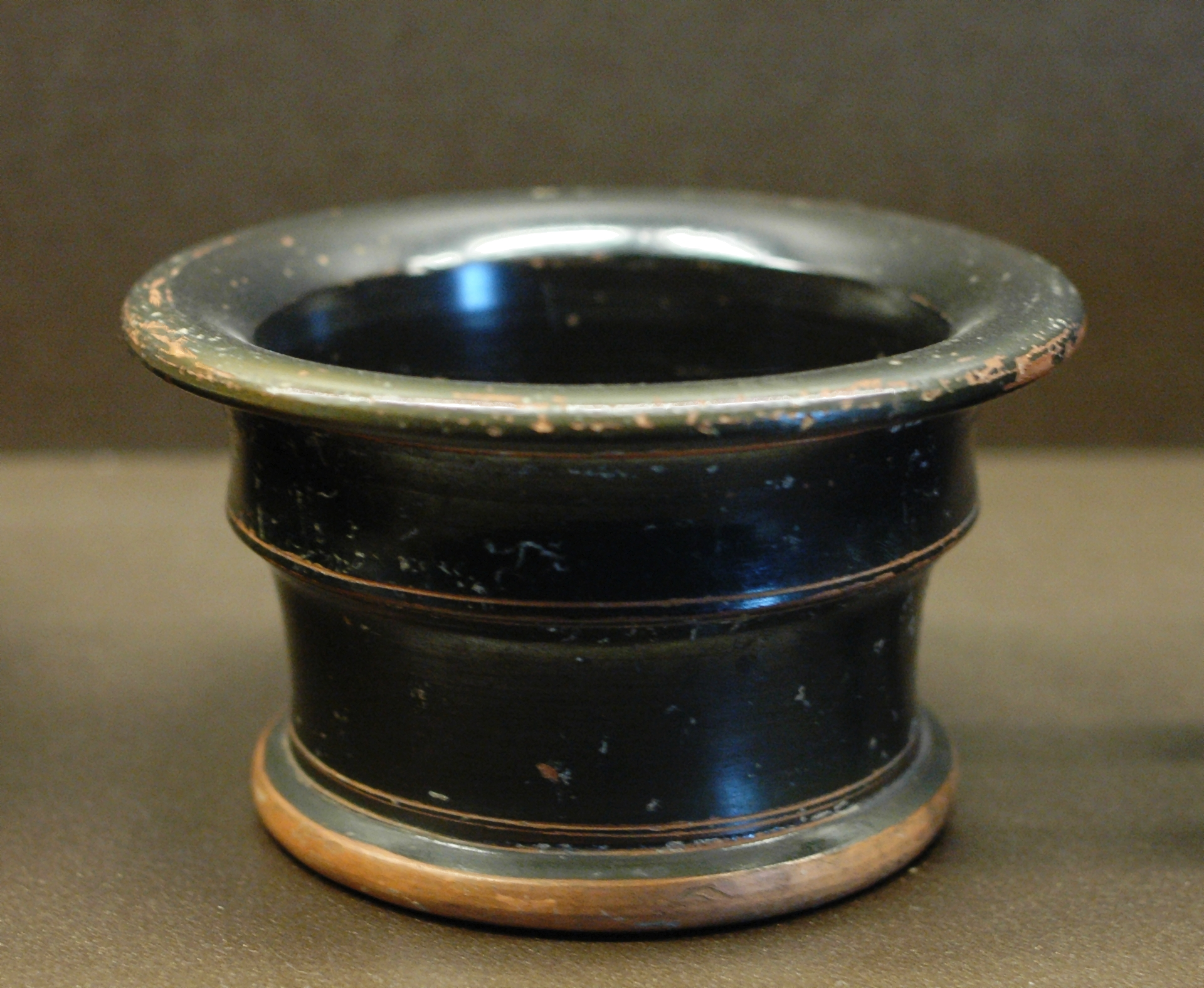
Salero de cerámica barnizado en negro, siglo V a. C., Museo del Louvre.

En la Antigua Grecia los encargados de hacer la compra eran los hombres, en el ágora, acompañados por un esclavo. En cambio, las que solían desplazarse a las fuentes a por agua eran las chicas jóvenes o las esclavas. Entre los alimentos que se consumían se encontraban verduras, hortalizas, frutas, ensaladas, harina, pan —más habitual de cebada que de trigo—, legumbres, gachas de cebada, leche, queso, carnes, pescados y dulces. La carne se solía cocinar asada o hervida; el pescado, asado, estofado o frito; las verduras también se asaban a menudo. El vino, que a veces se mezclaba con agua y con miel, solía tomarse al final de la cena. Para aderezar la comida se empleaba sal, plantas aromáticas, vinagre y aceite. Las mujeres, ayudadas por esclavas, eran las encargadas de guisar, aunque a partir del periodo helenístico, algunas casas contaban con un cocinero.
En la época clásica las comidas del día eran un desayuno (ἀκρατισμός / akratismós), compuesto de pan de cebada mojado en vino puro (ἄκρατος / ákratos); al que eventualmente se le agregaban higos; un almuerzo (ἄριστον / ariston) somero, que se tomaba al mediodía o al principio de la tarde; y una cena (δεῖπνον / deĩpnon), la comida más importante del día, que tenía lugar generalmente a la caída de la noche. En ocasiones se añadía una merienda (ἑσπέρισμα / hespérisma), que se solía tomar al anochecer.
Comían sentados; el empleo de banquetas estaba reservado a los banquetes (de ahí su nombre). Las tortas de pan podían servir de plato, pero son más corrientes los recipientes de terracota o de metal. La vajilla se refina con el tiempo y, por ejemplo, encontramos platos de materiales preciosos o de vidrio a lo largo de la época romana. El tenedor es desconocido; se come con los dedos. Se ayudaban de un cuchillo para cortar la carne y de una cuchara semejante a las cucharas de hoy en día para comer sopas y caldos.

### Iluminación y mobiliario
Con respecto a la iluminación, solían aprovechar la luz solar todo lo posible, por lo que se ponía especial atención en una adecuada orientación de las habitaciones de las casas. Cuando era necesario, empleaban antorchas de madera llena de resina que colocaban en antorcheros, a veces de bocas múltiples para ampliar la luz que requerían las estancias grandes. Por otra parte, también había candiles y velas de cera.
Los muebles se realizaban con materiales como la madera y el cuero. Se podían encontrar diversos destinados a guardar ropas y objetos de valor —cofres, arcones, cajas de madera o de cerámica—, junto a sillas, divanes, mesas y camas. Las camas de matrimonio eran mucho más elaboradas que las sencillas camas donde dormían jóvenes y esclavos.

## Economía

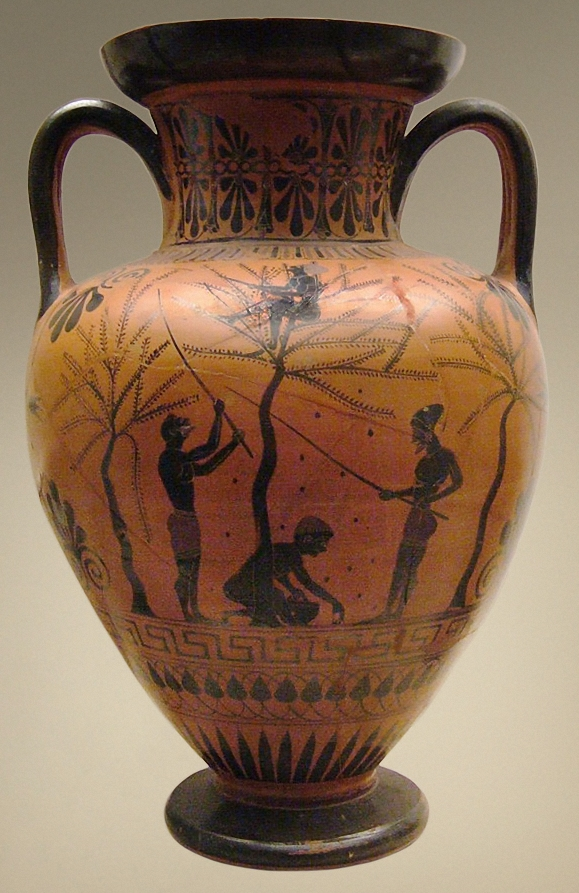
Ánfora del del Pintor de Antimenes donde se representa la recogida de la oliva, expuesta en el Museo Británico.

Los griegos eran principalmente campesinos dedicados a labores de producción agropecuarias. Se cultivaba grano, vid, olivo, verduras, legumbres y frutales. También era muy valorada la producción de miel. 
La recogida de la oliva, que se realizaba a mano o con un bastón, tenía lugar desde finales del otoño hasta principios del invierno. Luego las olivas se colocaban en cestas y se dejaban fermentar antes de ser prensadas. El aceite se conservaba en vasijas de terracota. En otoño también se cortaba madera para preparar leña. Otoño era también la época de la vendimia. Los racimos son estrujados con los pies en grandes tinas y el mosto se dejaba fermentar en tinajas. También se preparaba la tierra para sembrar, deshaciendo la costra reseca que se había formado durante el verano en las tierras de barbecho. Esto se hacía en tres pasos: se araba la tierra con el arado de madera, ya que el arado con reja de hierro no era habitual. Una azada de dos dientes y un mazo completaban el equipo necesario para romper los terrones y preparar la tierra. Se sembraba a continuación con la técnica de a voleo (repartiendo las semillas en los surcos con la mano), en el barbecho del año anterior. 
La primavera era la estación lluviosa, y los granjeros aprovechaban la lluvia para preparar las tierras de barbecho. Practicaron una rotación bienal de cosechas, alternando de año en año entre barbecho y cultivos. Los griegos no usaban estiércol, posiblemente debido al poco ganado bovino que poseían. De hecho, el único abono eran las malas hierbas devueltas de nuevo a la tierra durante el período de preparación de barbecho.
En el verano, la irrigación era imprescindible. En junio, cosechaban con hoces, pues no utilizaban guadañas. El trigo era trillado. El grano resultante se almacenaba, y este lo utilizaban las mujeres y esclavos para molerlo y hacer pan.
Los animales de ganado más comunes eran ovejas y cabras, que proporcionaban carne, lana y leche y no resultaban difíciles de criar. También había aves de corral. Otros animales servían principalmente para llevar cargas. La posesión de caballos era considerada como un signo de prestigio.
En las polis, el ágora, además de ser el centro de la vida política y del surgimiento de la filosofía, era 
el espacio abierto donde los ciudadanos acudían para comerciar. El trueque se usaba como medio de pago tanto en las áreas rurales como en el ágora de las ciudades, al menos hasta el siglo IV a. C., que fue cuando la moneda empezó a adquirir protagonismo en las transacciones. Las ciudades contaban con autoridades que trataban de evitar que se produjeran fraudes en los pesos y medidas y que los precios estuvieran limitados.
Los artesanos solían trabajar en sus casas o en pequeños talleres. Una de las actividades artesanales que más volumen de producción proporcionaba era la cerámica, que tenía múltiples usos en la vida cotidiana como medio de almacenaje, decoración, vajilla o para hacer lámparas. También destacaban los talleres de confección de telas, los metalúrgicos —especialmente los dedicados al armamento— y los que se dedicaban a trabajar los productos de las minas.
Aristóteles daba por supuesto la necesidad de esclavos en abundancia y Jenofonte proponía como proporción ideal 3 a 1. Los esclavos fueron utilizados de forma habitual en la artesanía, la industria y la agricultura en escala superior a la utilización doméstica, propia de una concepción menos utilitaria y más de ostentación.

## Educación
Inicialmente, en los periodos arcaico y clásico, la educación tenía un carácter privado, reservado esencialmente a las élites sociales. A partir del periodo helenístico, sin embargo, la educación pasó a control público, en el que cada polis reglamentaba su propio calendario y sistema educativo, por tanto podía haber sustanciales diferencias entre diferentes territorios.
Los niños solían estar al cuidado de la madre o la niñera aproximadamente hasta los siete años. A partir de esa edad, tanto niños como niñas solían empezar la escuela primaria y además tener educación física en la palestra. Aprendían a leer, escribir, calcular y memorizar. Entre los materiales empleados había rollos de papiro, tablillas de madera, trozos de cerámica, plumas, tinta y esponjas que servía para borrar. Los castigos corporales ejercidos por los maestros a los niños fueron comunes durante toda la Antigüedad. 
Posteriormente venía el aprendizaje de la gramática, en la que tenía un papel fundamental el estudio de textos seleccionados de los poemas homéricos. En determinados periodos históricos también fue importante la formación musical.
Por otra parte, una de las instituciones que fueron más comunes en la Antigua Grecia era la efebía, en la que jóvenes de edades aproximadas entre 18 y 20 años se formaban militarmente y también para ejercer como ciudadanos. Posteriormente esta institución también incluyó formación deportiva, literaria y filosófica.

### La educación espartana
La educación espartana (“agogé”), sistema educativo introducido a partir de Licurgo, se caracteriza por ser obligatoria, colectiva, pública y destinada en principio a los hijos de los ciudadanos, aunque parece que en ocasiones se debió admitir a ilotas o periecos, y los hijos de un ateniense como Jenofonte se educaron en Esparta. La educación espartana estaba orientada principalmente hacia la guerra y el honor.
Esparta practicaba una rígida eugenesia. Nada más nacer, el niño espartano era examinado por una comisión de ancianos en el "Lesjé" (“Pórtico”), para determinar si era hermoso y bien formado. En caso contrario se le consideraba una boca inútil y una carga para la ciudad. En consecuencia, se le conducía al "Apótetas" (lugar de abandono), al pie del monte Taigeto, donde se le arrojaba a un barranco. De ser aprobado, le asignaban uno de los 9000 lotes de tierra disponibles para los ciudadanos y lo confiaban a su familia para que lo criara, siempre con miras a endurecerlo y prepararlo para su futura vida de soldado.
A los siete años (o a los cinco, según Plutarco) se arrancaba a los niños de su entorno familiar y pasaban a vivir en grupo, bajo el control de un magistrado especial, en condiciones paramilitares. A partir de entonces, y hasta los veinte años, la educación se caracterizaba por su extrema dureza, encaminada a crear soldados obedientes, eficaces y apegados al bien de la ciudad, más que a su propio bienestar o a su gloria personal (esta última, el ideal de los tiempos homéricos). Los muchachos deben ir descalzos, solo se les proporciona una túnica al año y ningún manto y, sometidos a una subalimentación crónica, se les fuerza a buscarse su propio sustento mediante el robo. Las disciplinas académicas se centran en los ejercicios físicos y el atletismo (los espartanos sobresalieron regularmente en los Juegos Olímpicos), la música, la danza y los rudimentos de la lectura y escritura.
Por lo que a la educación de las niñas se refiere, se encaminaba a crear madres fuertes y sanas, aptas para engendrar hijos vigorosos. Por ello, insistía igualmente en la educación física, así como en la represión sistemática de los sentimientos personales en aras del bien de la ciudad.

## Religión

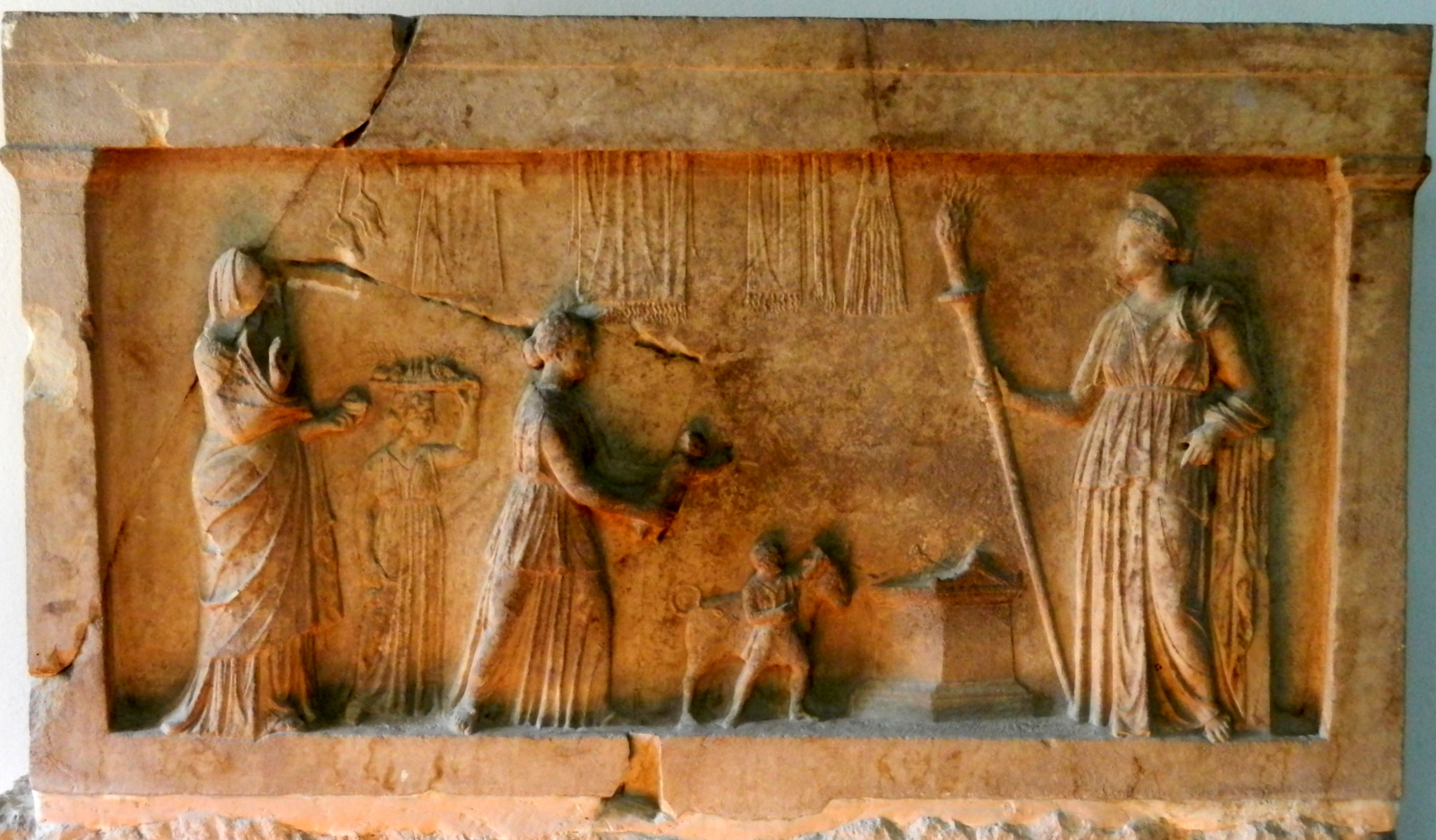
Relieve con la representación de una ofrenda a Artemisa con motivo de la venida al mundo de un recién nacido. Entre los objetos ofrendados hay un animal, varios vestidos, una bandeja con fruta, y una pequeña caja. De finales del, se expone en el Museo Arqueológico de Lamía.

Los griegos creían en un panteón de dioses y diosas que estaban asociados con los aspectos específicos de la vida. Por ejemplo, Afrodita era la diosa del amor, mientras Ares era el dios de la guerra y Hades el de los muertos. Algunas deidades como Apolo y Dioniso revelaban personalidades complejas y mezcolanza de funciones, mientras otros como Hestia (literalmente ‘hogar’, ‘chimenea’) y Helios (literalmente ‘sol’) eran poco más que personificaciones. 
Los templos más impresionantes tendían a estar dedicados a un número limitado de dioses: los doce olímpicos, Heracles, Asclepio y ocasionalmente Helios. Estos dioses fueron el centro de grandes cultos panhelénicos.
Era sin embargo común que muchas regiones y poblaciones dedicasen sus propios cultos a las ninfas y los dioses menores. Héroes y heroínas locales también solían ser venerados en sus tumbas o recintos sagrados por habitantes de las zonas cercanas (por ejemplo Trofonio) o durante festivales concretos (por ejemplo Adonis). Muchas ciudades también honraban a los dioses más conocidos con ritos locales característicos y les asociaban extraños mitos desconocidos en los demás lugares.
Entre los rituales se concedía gran importancia a los sacrificios, que podían ser colectivos —y en ese caso solían ir precedidos por una procesión en la que se llevaban las víctimas y los instrumentos necesarios— o privados —realizados a veces en recintos sagrados públicos y otras en altares domésticos.
En el ámbito privado, también se realizaban ofrendas a las divinidades en momentos claves de las fases de la vida, como el paso de la niñez a la vida adulta o el nacimiento de un hijo, así como para premiar una acción que se consideraba que había tenido intervención divina, como la curación de una dolencia. Las ofrendas podían consistir en animales, alimentos, cabellos, vestidos y juguetes, entre otros.

### Usos funerarios
Los cuerpos de los muertos eran limpiados, perfumados y vestidos con sus mejores ropas. Una moneda en la boca servía para que pudieran pagar al barquero mítico Caronte, que era el encargado de trasladarlos al inframundo. Tras colocarlos en el féretro, empezaban los lamentos fúnebres. Después, se llevaba el féretro a su lugar de sepultura, donde se depositaban ofrendas y se realizaban libaciones. El luto solía durar treinta días. Las posteriores visitas a las sepulturas eran acompañadas de nuevas ofrendas y adornos.

## Medicina

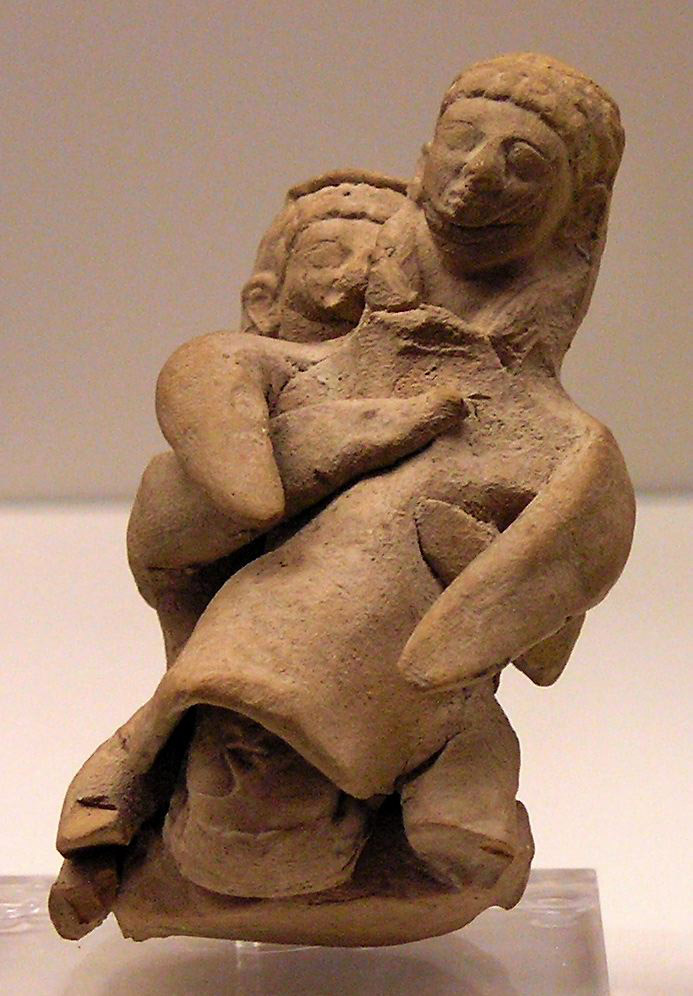
Comadrona asistiendo a una parturienta, figurilla de terracota griega de Chipre, principios del, Museo Arqueológico Nacional de Atenas.

Antes de Hipócrates, existían los curanderos que trabajaban en los santuarios y había también médicos laicos que trataban de aplicar métodos experimentales y eran clasificados entre los llamados demiourgoi que eran profesionales que trabajaban para el pueblo con capacidad para crear o transformar en cuyo colectivo se incluían adivinos, médicos, carpinteros y aedos.
A partir de Hipócrates la medicina adquiere conocimientos autónomos, separándose completamente de la religión. Había médicos itinerantes que iban de ciudad en ciudad. Algunos de ellos eran contratados por las ciudades pasando a ser médicos oficiales.
A partir de entonces ya se daba importancia al diagnóstico basado tanto en los síntomas como en el historial de los pacientes. Se prepararon recetarios que incluían sedantes, purgantes, astringentes y diuréticos. Diversos instrumentos encontrados cerca de los santuarios de Asclepio, el dios de la medicina, prueban que se empleaba también cirugía. El método hipocrático era muy acertado al tratar dolencias simples tales como las fracturas y luxaciones óseas. El banco hipocrático y otros dispositivos fueron utilizados con este fin.
En los partos, tenían una función fundamental las comadronas, algunas de las cuales llegaron a alcanzar un gran prestigio. Estas debían haber sido madres y no estar ya en edad reproductiva. Su preparación solía reducirse a su propia experiencia o a haber observado a parteras más antiguas. En ocasiones usaban amuletos y prácticas basadas en supersticiones.

## Juegos cotidianos

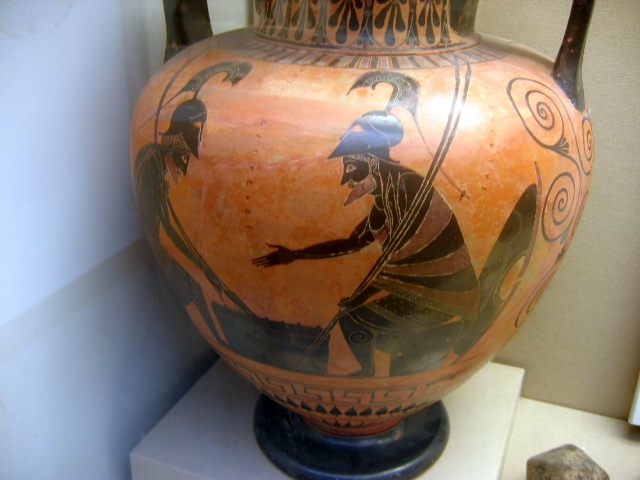
Aquiles y Áyax jugando a los dados. Museo británico. Londres.

La información que existe en relación con este tema se ha obtenido fundamentalmente de tres clases de fuentes: representaciones en cerámica, juguetes hallados en los santuarios (donde eran ofrendados a los dioses al casarse o llegar a la mayoría de edad) y juguetes hallados en tumbas de niños formando parte de su ajuar.
Entre los juguetes de recién nacidos se encontraban campanitas y biberones con forma de animales. Para los niños más mayores existían peonzas, aros, cometas, carretes (usados como yo-yo) y muñecas realizadas con terracota o madera tallada entre las cuales se han hallado incluso con brazos articulables. También había juegos en grupo como la mosca ciega y el lanzamiento de nueces y huesecillos de animales.
Otro juego de grupo muy popular era el efedrismos: parece ser que consistía en tratar de golpear con un accesorio un objeto clavado en el suelo; el perdedor debía llevar sobre sus hombros al ganador y debía de tratar de llegar a una meta con los ojos tapados por el compañero que estaba sobre él y atendiendo a las instrucciones verbales de un tercero.
Los adultos jugaban a los dados y a la morra. En los simposios era popular el cótabo. También había juegos de mesa que se realizaban sobre tablillas y se usaban una especie de bolitas como peones, pero se desconocen las reglas de estos juegos.